# Millard Caldwell
Millard Fillmore Caldwell (Knoxville, 6 febbraio 1897 – Tallahassee, 23 ottobre 1984) è stato un politico statunitense. Fu il 29º governatore della Florida dal 1945 al 1949.